# Gaëlle Edon
Gaëlle Edon, née le 29 novembre 1988 à Annecy en France, est une athlète paralympique française, spécialiste de tir sportif handisport, plusieurs fois championne de France, championne d'Europe en 2022 et vice-championne du monde en 2023.

## Biographie

### Jeunesse
Gaëlle Edon naît le 29 novembre 1988 à Annecy dans le département de Haute-Savoie en France. 
Elle passe un baccalauréat agricole et poursuit deux années d'études supérieures. Elle est gendarme adjoint volontaire (GAV) à partir de 2009, et elle se prépare au concours d'entrée dans la gendarmerie.

### Carrière sportive
Elle vit une vie ordinaire, jusqu'à être victime en 2012 d'un accident de télésiège qui la laisse hémiplégique, avec le bras et la jambe gauche paralysés. Sa vision de l'œil gauche est également atteinte. Pendant plusieurs années, elle est dans le déni. Elle doit renoncer à l'escalade qu'elle pratiquait habituellement, et commence à pratiquer d'autres activités.
Elle se met au para tir sportif handisport en 2016, et devient championne de France dès l'année suivante, et conserve son titre en 2018. Elle intègre l'équipe de France en 2017.
Aux championnats d'Europe en 2022 à Hamar en Norvège, elle remporte la médaille d'or en pistolet 10 m P5.
Gaëlle Edon remporte la médaille d'argent aux championnats du monde à Lima en 2023, en pistolet 10 m P2 et devient ainsi vice-championne du monde,. Elle intègre en mai 2023 l'équipe des sportifs de haut niveau de la Gendarmerie nationale.
Elle est membre de la commission des athlètes du Comité paralympique et sportif français (CPSF).
Elle obtient en 2024 la médaille de bronze aux championnats d'Europe à Grenade.
Gaëlle Edon est qualifiée pour les Jeux paralympiques d'été de 2024 à Paris. Elle s'y classe 5e.

### Profession, études, vie privée
En parallèle, Gaëlle Edon intègre le personnel civil de la Gendarmerie nationale et obtient un master en droit pénal et sciences criminelles,. Elle complète ses études avec un diplôme universitaire en criminalistique et sciences forensiques. 
Elle est l'épouse du champion de tir Tanguy de La Forest ; ils se rencontrent en compétition, et se marient après les Jeux de Tokyo,.
Entre deux compétitions, elle ressent le besoin de se retirer dans un petit village des Alpes, pour y renouer avec sa première passion.

## Décoration
- Médaille de la jeunesse, des sports et de l'engagement associatif, argent (2025)[8].